# إليزابيث نيوفيلد
إليزابيث فوندال نيوفيلد (بالإنجليزية : Elizabeth Fondal Neufeld) ولدت في 27 سبتمبر 1928. هي عالمة جينات أمريكية ركزت أبحاثها على الأساس الجيني لأمراض التمثيل الغذائي في البشر.

## حياتها
هاجرت إليزابيث مع عائلتها الروسية اليهودية من باريس إلى الولايات المتحدة عام 1940، وقد تركوا أوروبا كلاجئين هروباً من الاضطهاد النازي. استقرت العائلة في نيويورك حيث ارتادت مدرسة هانتر الثانوية قبل أن تتخرج من جامعة كوينز عام 1948 و معها بكالوريوس العلوم. استمرت في العمل كمساعدة أبحاث في معمل أبحاث جاكسون في بلدة بار هاربور بولاية ماين تبحث في أمراض الدم على الفئران. في وقت لاحق ارتادت إليزابيث جامعة كاليفورنيا حيث حصلت على شهادة الدكتوراه عام 1956 لعملها على النيوكليوتيدات و الكربوهيدرات المعقدة .
عًرفت إليزابيث بشكل أكبر بسبب مساهماتها في العلوم. فازت بجائزة وولف وقلادة العلوم الوطنية عام 1994 لمشاركاتها في فهم مرض اختزان في الجسميات الحالة الذي أظهر بوضوح العلاقة القوية بين البحث العلمي الأساسي والتطبيقي.
تقاعدت إلزيابيث عام 2004 من جامعة كاليفورنيا بلوس أنجلوس كرئيسة لقسم الكيمياء الحيوية، وهي وظيفة قد شغلتها منذ عام 1984.